# Great and Little Preston
Great and Little Preston est une paroisse civile du Yorkshire de l'Ouest, en Angleterre.